# Abi Williams
Abi Williams (... – 1963) è stato un politico gallese nazionalista che ha servito brevemente come presidente del Plaid Cymru.
Membro del Partito Laburista Indipendente, Williams era noto per la sua oratoria. Nel 1936, lasciò l'ILP e si unì al Plaid Cymru, e di conseguenza fu vittimizzato e licenziato dal suo lavoro, ispezionando strade nel Flintshire; alla fine ha ricevuto un risarcimento per il licenziamento.
Nonostante non fosse una figura di spicco nel Plaid, fu eletto presidente nel 1943. Fu anche scelto come potenziale candidato del partito per Merioneth. Tuttavia, non era in grado di adempiere a nessuna delle due responsabilità, poiché soffriva di quella che è stata descritta come una "condizione nervosa" e la leadership del partito era in pratica coperta dal suo vicepresidente, Gwynfor Evans.
Evans ha sostituito Williams come candidato per Merioneth nelle elezioni generali del 1945 e lo ha sostituito come presidente del partito più avanti nel corso dell'anno.
Williams morì all'inizio del 1963.